# Œillet de France

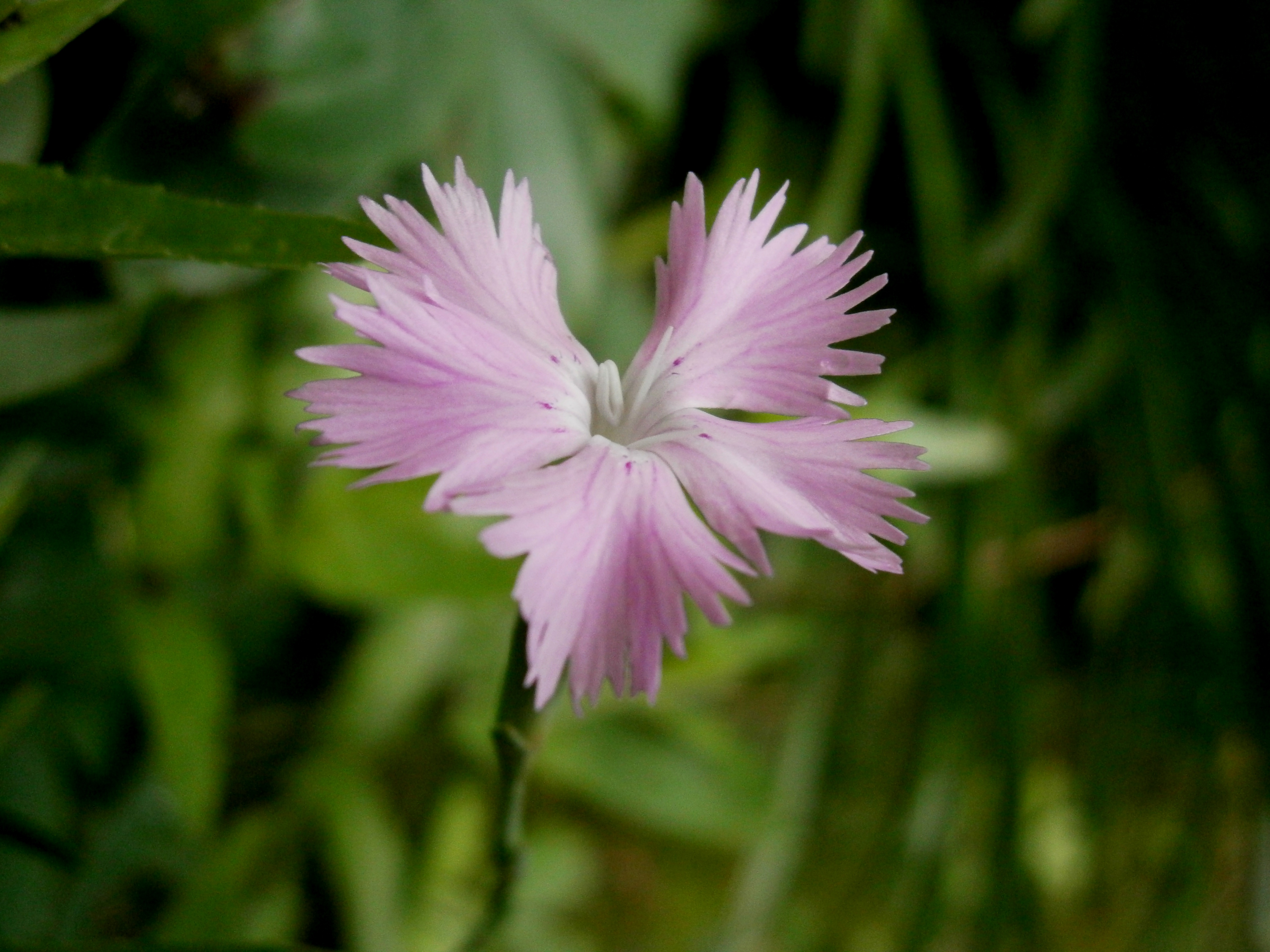
Fleur en gros plan

Dianthus hyssopifolius subsp. gallicus
Sous-espèce
Classification phylogénétique
L'œillet de France, Dianthus hyssopifolius subsp. gallicus, encore appelé œillet des dunes ou œillet des sables, est une sous-espèce de plantes herbacées vivaces de la famille des Caryophyllaceae.

## Description
C'est une plante plutôt basse, en touffes lâches, à feuilles vert-grisâtre, à fleurs roses ou mauves, à pétales dentés. C'est une plante très voisine de l'œillet de Montpellier, autre sous-espèce de Dianthus hyssopifolius.

## Caractéristiques
- organes reproducteurs:
  - Type d'inflorescence: cyme bipare
  - répartition des sexes: hermaphrodite
  - Type de pollinisation: entomogame
  - Période de floraison: juin à septembre
- graine:
  - Type de fruit: capsule
  - Mode de dissémination: épizoochore
- Habitat et répartition:
  - Habitat type: pelouses sabulicoles maritimes, thermoatlantiques
  - Aire de répartition: atlantique

données d'après: Julve, Ph., 1998 ff. - Baseflor. Index botanique, écologique et chorologique de la flore de France. Version : 23 avril 2004. 

## Synonyme
- Dianthus gallicus Pers.

## Remarques
Certains auteurs acceptent encore le nom scientifique de Dianthus gallicus. Ils considèrent dans ce cas que cet œillet constitue une espèce à part.
Cet œillet est rarement cultivé dans des jardins de collection.